# Fond národní obnovy
Fond národní obnovy (FNO) byl státním fondem Československé republiky, který působil mezi roky 1945–1969.
Byl zřízen 25. října 1945 dekretem prezidenta Edvarda Beneše č. 108/1945 o konfiskaci nepřátelského majetku a Fondech národní obnovy (tzv. Benešovy dekrety). Tímto dekretem byl nepřátelům Československé republiky bez náhrady zkonfiskován majetek a jeho zatímní správou a rozdělením byl pověřen Fond národní obnovy. 
Po roce 1989 byla ústavnost dekretu zřizujícího FNO zpochybněna podáním k Ústavnímu soudu. Ten svým nálezem z 8. března 1995 žalobu zamítnul.
Archiv FNO je uložen ve fondech Archivu České národní banky.